# صوفيا دبليو. د.
صوفيا دبليو. د. (بالإندونيسية: Sofia W.D.)‏ هي مخرجة وممثلة إندونيسية، ولدت في 12 أكتوبر 1924 في باندونغ في إندونيسيا، وتوفيت في 23 يوليو 1986 في جاكرتا في إندونيسيا.

## وصلات خارجية
- صوفيا دبليو. د. على موقع IMDb (الإنجليزية)
- صوفيا دبليو. د. على موقع أول موفي (الإنجليزية)
- صوفيا دبليو. د. على موقع قاعدة بيانات الفيلم (الإنجليزية)
- صوفيا دبليو. د. على موقع كينوبويسك (الروسية)